# Åkers tingslag
Åkers tingslag var ett tingslag i Södermanlands län och i Livgedingets domsaga. Tingsplats var Strängnäs. 
Tingslaget bildades 1680 och uppgick 1 januari 1881 i Åkers och Selebo tingslag.

## Ingående områden
Tingslaget omfattade Åkers härad.